# Waldemar Halota
Waldemar Jakub Halota (ur. 19 września 1947 w Szczecinie) – polski lekarz, profesor nauk medycznych, kierownik Katedry i Kliniki Chorób Zakaźnych i Hepatologii, profesor zwyczajny Collegium Medicum im. Ludwika Rydygiera w Bydgoszczy Uniwersytetu Mikołaja Kopernika w Toruniu. Specjalista chorób wewnętrznych i zakaźnych, doktor honoris causa Tarnopolskiego Uniwersytetu Medycznego. 
Autor dwóch podręczników, kilku monografii, licznych rozdziałów w podręcznikach oraz kilkuset artykułów naukowych. Zainteresowania naukowe są zdominowane problemami chorób zakaźnych i hepatologii.

## Życiorys
Urodzony w 1947 syn Henryka i Gertrudy Halota, z domu Maślińska.
Po ukończeniu I Liceum Ogólnokształcącego im. Mikołaja Kopernika w Toruniu, studiował na Wydziale Lekarskim Akademii Medycznej w Gdańsku. W 1972 po otrzymaniu dyplomu lekarza medycyny został asystentem w Klinice Chorób Zakaźnych Instytutu Chorób Wewnętrznych tej Uczelni.
W latach na przełomie 1977 i 1978 odbył sześciomiesięczny staż naukowy na Kubie z zakresu chorób tropikalnych.
Po uzyskaniu stopnia doktora nauk medycznych, w 1980 przeszedł do Filii AMG w Bydgoszczy na stanowisko kierownika Kliniki Chorób Zakaźnych, przemianowanej na Katedrę i Klinikę Chorób Zakaźnych i Hepatologii, po utworzeniu w 1984 Akademii Medycznej w Bydgoszczy. W 1991 uzyskał stopień naukowy doktora habilitowanego, a dwa lata później stanowisko profesora nadzwyczajnego. W latach 1993–1996 pełnił funkcję prorektora tej uczelni.
W 2001 otrzymał tytuł naukowy profesora, a rok później stanowisko profesora zwyczajnego.
Po połączeniu Akademii Medycznej z Uniwersytetem Mikołaja Kopernika w Toruniu w 2004 roku i utworzeniu Collegium Medicum im.Ludwika Rydygiera w Bydgoszczy kontynuuje pracę na stanowisku profesora zwyczajnego i kierownika Katedry. Był promotorem 15 doktoratów, opiekunem trzech przewodów habilitacyjnych, recenzentem kilkudziesięciu prac na stopnie i tytuły naukowe.
Od 1981 do 2015 był konsultantem różnych szczebli w chorobach zakaźnych; pełnił funkcje konsultanta regionalnego, wojewódzkiego, a też członka Krajowego Zespołu Specjalistycznego. Od 1992 jest biegłym Sądu Okręgowego w Bydgoszczy, a w latach 1999-2001 pełnił funkcję prezesa Okręgowego Sądu Lekarskiego Bydgosko-Pilskiej Izby Lekarskiej.
Członek licznych komisji ministerialnych oraz krajowych i zagranicznych zespołów ekspertów w dziedzinie epidemiologii i infektologii.
W latach 1997–2003 był prezesem Zarządu Głównego Polskiego Towarzystwa Epidemiologów i Lekarzy Chorób Zakaźnych, od 2004 kieruje Polską Grupą Ekspertów HCV. Współzałożyciel Polskiego Towarzystwa Naukowego AIDS oraz Polskiego Towarzystwa Hepatologicznego. 
Członek kilku polskich i zagranicznych kolegiów redakcyjnych i rad naukowych czasopism medycznych. Jest redaktorem tematycznym Przeglądu Epidemiologicznego. Członek Państwowej Komisji Egzaminacyjnej CEM oraz zespołu do opracowania i uaktualniania programu specjalizacji w dziedzinie choroby zakaźne.
W latach 1997–2012 równolegle do pracy w uczelni był dyrektorem Wojewódzkiego Szpitala Obserwacyjno-Zakaźnego im. Tadeusza Browicza w Bydgoszczy, z którego uczynił wzorcowy ośrodek diagnostyczno-leczniczy.
Żonaty z Aleksandrą Gabryelą, ma czwórkę dzieci: Agnieszkę, Aleksandra, Bartosza i Tomasza.

## Wyróżnienia i nagrody
- Krzyż Kawalerski Orderu Odrodzenia Polski[9]
- Złoty i Srebrny Krzyż Zasługi
- Medal Komisji Edukacji Narodowej
- Odznaka honorowa „Za wzorową pracę w służbie zdrowia”
- odznaczenia regionalne Gdańska i Bydgoszczy.
- Nagroda Specjalna I stopnia Ministra Zdrowia oraz Nagroda Wojewody za stworzenie wzorcowego modelu opieki medycznej nad zakażonymi HIV w Polsce. Otrzymał ponadto sześć nagród indywidualnych Ministra Zdrowia.
- W 2012 roku otrzymał tytuł Doktora Honoris Causa Uniwersytetu Medycznego w Tarnopolu[2]
- Członek Honorowy Polskiego Towarzystwa Epidemiologów i lekarzy Chorób Zakaźnych, Polskiego Towarzystwa Naukowego AIDS, Polskiego Towarzystwa Hepatologicznego oraz Ukraińskiego Towarzystwa Infektologów.